# Guangyuan
Guangyuan (chinois : 广元市 ; pinyin : Guǎngyuán shì) est une ville-préfecture du nord-est de la province du Sichuan en Chine. En 2010, la population était de 407 756 habitants (386 846 en 2000, 225 401 en 1990) pour le centre-ville et de 2 484 122 pour l'ensemble du territoire de la ville-préfecture.
Les principaux monuments historiques de la ville sont le temple Huangze et la falaise des mille bouddhas.
Le séisme du 12 mai 2008 a causé près de 5000 morts sur le territoire de la ville-préfecture.
Un centre de production de plutonium, le centre 821, y est installé.

## Subdivisions administratives
La ville-préfecture de Guangyuan exerce sa juridiction sur sept subdivisions - trois districts et quatre xian :
- le district de Shizhong - 市中区 Shìzhōng Qū
- le district de Yuanba - 元坝区 Yuánbà Qū
- le district de Chaotian - 朝天区 Cháotiān Qū
- le xian de Wangcang - 旺苍县 Wàngcāng Xiàn
- le xian de Qingchuan - 青川县 Qīngchuān Xiàn
- le xian de Jiange - 剑阁县 Jiàngé Xiàn
- le xian de Cangxi - 苍溪县 Cāngxī Xiàn.

## Transports
La ville est desservie par l'Aéroport de Guangyuan Panlong.